# Nardoelops nybelini
Nardoelops nybelini è un pesce osseo estinto, appartenente agli elopiformi. Visse nel Cretaceo superiore (Campaniano - Maastrichtiano, circa 72 milioni di anni fa) e i suoi resti fossili sono stati ritrovati in Italia.

## Descrizione
Questo pesce era di medie dimensioni e doveva raggiungere i 20 centimetri di lunghezza. Possedeva un corpo lungo e slanciato, con una testa relativamente grossa e alta, terminante in un muso corto e dalla bocca rivolta leggermente all'insù. Le pinne pettorali erano sottili e poste in basso, mentre le pinne pelviche erano poste leggermente avanzate rispetto alla pinna dorsale. Alcuni caratteri morfologici di Nardoelops sono il mesetmoide stretto e allungato, la fossa olfattiva aperta, il parasfenoide, il vomere e le mandibole privi di denti, il premascellare molto corto, il preopercolo largo. 

## Classificazione
Nardoelops è un rappresentante degli elopiformi, un gruppo di pesci ossei attualmente rappresentati dalle famiglie Elopidae e Megalopidae. In particolare, sembra che Nardoelops fosse uno dei più anichi membri della famiglia Elopidae, come anche Davichthys. 
Nardoelops nybelini venne descritto per la prima volta da Taverne e Capasso nel 2012, sulla base di resti fossili ritrovati nelle zone di Porto Selvaggio e di Cava Marra nei pressi di Nardò, in provincia di Lecce.